# Actiniopteris australis
Actiniopteris australis är en kantbräkenväxtart som först beskrevs av Carl von Linné den yngre, och fick sitt nu gällande namn av Link. Actiniopteris australis ingår i släktet Actiniopteris och familjen Pteridaceae. Inga underarter finns listade.